# تومي ليندهولم
تومي ليندهولم (بالفنلندية: Tommy Lindholm)‏ هو لاعب كرة قدم ومدرب كرة قدم فنلندي، ولد في 3 فبراير 1947 في Pargas ‏ في فنلندا. شارك مع منتخب فنلندا لكرة القدم. أما مع النوادي، فقد لعب مع نادي بشكتاش ونادي توركو ونادي لاهتي.

## وصلات خارجية
- تومي ليندهولم على موقع الاتحاد الدولي (مؤرشف)  (الإنجليزية)
- تومي ليندهولم على موقع قاعدة بيانات كرة القدم.إي يو (الإنجليزية)
- تومي ليندهولم على موقع ناشيونال فوتبول تيمز (الإنجليزية)
- تومي ليندهولم على موقع عالم كرة القدم.نت (الإنجليزية)